# Hideaki Kitajima
Hideaki Kitajima (Narashino, 7 de julho de 1975) é um ex-futebolista profissional japonês, que atuava como atacante.

## Carreira
Hideaki Kitajima se profissionalizou no	Kashiwa Reysol.

## Seleção
Hideaki Kitajima integrou a Seleção Japonesa de Futebol na Copa da Ásia de 2000 no Líbano, sendo campeão.

## Títulos
Japão
- Copa da Ásia: 2000